# NGC 660
NGC 660 je galaksija u zviježđu Ribe.

## Vanjske poveznice
- SEDS: NGC 0660